# Sofía de Sajonia
Sofía de Sajonia (en alemán, Sophie von Sachsen; Dresde, 15 de marzo de 1845-Múnich, 9 de marzo de 1867) fue una princesa sajona de la Casa de Wettin, enlazada a la Casa de Wittelsbach por matrimonio.

## Biografía

### Infancia
Era la última hija del rey Juan I de Sajonia y de su esposa, la princesa Amalia Augusta de Baviera.

### Matrimonio y descendencia
El 11 de febrero de 1859 contrajo matrimonio con su primo carnal, el duque Carlos Teodoro en Baviera, segundo hijo varón del duque Maximiliano en Baviera y de la princesa real Ludovica de Baviera.
La pareja tuvo una única hija: 
- Amalia María (1865-1912), casada con el príncipe Guillermo de Urach, duque de Urach y conde de Wurtemberg (1864-1928), futuro rey de Lituania bajo el nombre de Mindaugas II de Lituania.

### Fallecimiento y entierro
El parto de su hija le provocó graves problemas respiratorios, que le fueron debilitando progresivamente. Logró recuperarse, pero al año contrajo una infección en los pulmones que no pudo superar. Murió a los 21 años y fue enterrada en la Abadía de Tegernsee, en una de las criptas de la familia ducal bávara.
Convertido en viudo, Carlos Teodoro comenzó los estudios de medicina y llegó a ser un oculista de gran reputación. En 1874 volvió a casarse con la infanta María José de Portugal, con la que tuvo otros cinco hijos.

## Títulos y tratamientos
| ● 15 de marzo de 1845-11 de febrero de 1865: | Su alteza real la princesa Sofía de Sajonia, duquesa de Sajonia           |
| ● 11 de febrero de 1865-9 de marzo de 1867:  | Su alteza real la duquesa Sofía de Baviera, princesa y duquesa de Sajonia |

- Datos: Q57949
- Multimedia: Princess Sophie of Saxony / Q57949